# L.U.C.A.: The Beginning
《L.U.C.A.: The Beginning》，為韓國tvN於2021年2月1日起播出的月火連續劇，由《Voice》導演金洪善和《致親愛的法官大人》編劇千成日合作打造。此劇講述因特殊能力而被追逐的池伍（金來沅飾）與唯一記得他模樣的重案組刑警天具雲（李多熙飾）一同對抗世界的故事。
台灣由愛奇藝國際站自2/2起每週二、三獨家播出。香港由Viu自1/2起每週一、二深夜上線。

## 演員陣容

### 主要人物
| 演員                    | 角色                   | 介紹 | 粤语配音                |
| 金來沅 （童年：吳漢傑） | 池伍                   | 一個隱藏著顛覆世界能力而被追趕的男人。他從似乎發生重大事故的風景中醒來後，完全不記得自己是誰、為什麼在那裏，和到底發生了什麼事情。他留下的唯一記憶是去哪家、正在寫什麼的男人手，還有充滿煙氣的建築。而且，大部分記憶都充滿「被拋棄」的孤獨感，在沒有記憶的恐懼中過著沒有任何關係的人生似乎很舒服。但是在遇到天具雲發生交通事故將其救出後，他開始被不知來歷的人追捕。因此，他決心對抗圍繞自己的巨大陰謀，最後知道了自己的存在。他明白自己不是普通人類，所以只能孤獨地活著。 | 梁皓翔 （童年：梁賢美） |
| 李多熙 （童年：徐恩率） | 天具雲 （Now譯夏天雲） | 重案組刑警，唯一活在池伍記憶中的人。她童年時父母與一個小孩一起離家後就失蹤了，不知道是意外還是丟下自己走了，現在她已經長大成人。在成為刑警之後，她仍然堅持不懈地追尋父母的行蹤。在調查過程中發生的交通事故中，在得知池伍是和父母一起消失的孩子後，開始調查他。雖然她懷疑池伍不是普通人，也許就是殺害父母的犯人，但越瞭解池伍，就很同情孤身一人的他。之後，她面臨幫助池伍復仇，還是向池伍報仇兩者之間的抉擇。                                                               | 王绮婷                  |
| 金盛吳                  | 李孫                   | 特殊部隊出身的間諜，以野獸般的本能追捕池伍。在反恐訓練中，他誤將手榴彈當作閃光彈投擲，令九人在事件中死亡。事後，他被關在監獄裏，金哲秀向他提出了無法拒絕的建議，就這樣他成為了金哲洙的間諜。他無論殺了誰，都相信那都是為了國家而做的事情，追擊池伍也是愛國的行為。但是過去和現在，抓著池伍的工作都失敗了，他深刻地認識到僅憑自己的實力是無法抓到池伍的。而且為了抓住池伍，他不惜冒着生命危險作出魯莽的選擇。                                                               | 陳啟熾                  |

### L.U.C.A. Project
| 演員   | 角色   | 介紹 | 粤语配音 |
| 朴赫權 | 金哲秀 | 進行L.U.C.A項目的國家情報院秘密實權人物。在池伍誕生後，項目即將完成之時，研究員背叛了他，使期間的研究成為泡影。眼看本應到手的錢和名譽瀕臨消失的時候，他並沒有放棄，而是支持了L.U.C.A.項目，因為失敗的瞬間，他知道自己將會死無全屍。這時，以為永遠消失了的池伍被發現了行蹤。他想動員所有力量抓到池伍。只要項目成功，就會擁有無法想像的鉅額資金。                    | 柯伟聪   |
| 安內相 | 柳重權 | L.U.C.A.項目唯一成功的科學家，因為擁有14根手指，所以小時候一直被稱為「七手神經病」。後來，他成為了生命工程學家，雖然確立了韓國國內最高的基因編輯理論，但因違反「人為的人類改良」這一研究倫理綱領，被迫退出學術界。當時大家都指指點點說他是瘋子，這時金哲秀向他伸出了手，給他研究經費。他認為如果用自己的雙手打造出最完美的人類，現在的人能將會顯示前所未有的仰慕。 | 何伟诚   |
| 陳慶   | 黃正雅 | 希望用L.U.C.A.項目征服世界的野心女子。雖然她是從曾祖父時期就開始流傳下來的教壇的領主，但比起神的話，她更相信科學家的論文。比起藉助神的力量做什麼，更希望自己擁有像神一樣的力量。她已充分擁有金錢和政界的關係， 需要的是能夠更確切地支配世界的物體，她苦惱了很久那是什麼，終於確定了目標，就是創造新的生命。因而成立人文學院，聘請頂尖科學家，開始了L.U.C.A.項目。  | 陈凯婷   |
| 裴浩根 |        | 柳重權的下屬。 | 陈成港   |
| 朴京淳 |        | 柳重權的下屬。 | 邓灿阳   |

### 朱安警察廳
| 演員   | 角色                  | 介紹 | 粤语配音 |
| 金相浩 | 崔振煥                | 朱安地方警察廳重案1組組長。因為包攬大量難以破案的案件，創下了朱安地方警察廳檢舉率倒數第一的紀錄，但他是認為比起再抓一個犯人，不受傷更重要的深情刑警。事實上，他對具雲的第一印象並不好。但是從具雲由重犯科被趕出，成為自己的下屬後，沒有偏見地把她當作一家人，很擔心她的安全。在搜查過程中發生的事故中，具雲和池伍交織在一起，總是被捲入危險的事情中。為了保護具雲，他阻止了具雲試圖單獨調查事件。 | 罗伟亮   |
| 黃在烈 | 金有哲（Now譯金裕哲） | 朱安地方警察廳重案1組組員，具雲的堅實前輩。他比任何人都信任和跟隨崔組長，細心照顧著後輩，是如同媽媽般的存在。雖然他很擔心具雲執著地追查圍繞著池伍的事件，會讓她變得危險，但他很願意幫助具雲到底。 | 袁德基   |
| 韓圭源 | 金鎮洙                | 崔鎮煥的下屬。 | 陈成港   |
| 문정대 |                       | 崔振煥的上司。 | 周鑫霆   |
| 高真秀 |                       | 崔振煥的下屬。 | 鄧燦陽   |

### 池伍周邊人物
| 演員   | 角色             | 介紹 | 粤语配音 |
| 安昌煥 | 元兒             | 池伍的朋友，是唯一知道他有特別能力的人。雖然他曾將池伍的能力利用在壞事上，但為了讓失去記憶的池伍隨時回來，他將自己的聯絡方式放入池伍的錢包裏，是擁有溫暖內心的男子。 | 郭湛深   |
| 李原種 | 金萬植           | 池伍的上司 | 黃志明   |
| 李龍女 | Stella修女       | 宜川教會的修女。 | 陳雪瑩   |
| 孔尚雅 | Stella修女的後輩 | 宜川教會的修女。 | 陳凱婷   |

### 天具雲周邊人物
| 演員   | 角色                  | 介紹 | 粤语配音 |
| 李海英 | 吳鐘煥                | 國科院教授，幫助具雲的人。作為國科院所屬教授，具雲像父親一樣依賴他。大學時期，他與重權是至親關係，但當他越過了科學家不能逾越的界限後，他帶頭迫重權退出科學界。 | 陈成港   |
| 朴蘭   | 李裕京                | 天雲的母親。 | 黎京玫   |
| 金炯民 | 夏英宰（Now譯夏永才） | 天雲的父親。 | 郭湛深   |
| 金仁權 |                       | 吳鐘煥的同事 | 陳漢祺   |

### 李孫周邊人物
| 演員   | 角色   | 介紹 | 粤语配音 |
| 鄭多恩 | 崔宥娜 | 李孫特攻隊隊員，訓練中因槍支走火導致五人死亡，自己也在事故中失去一條腿。在失意的時候，她被金哲秀提拔，李孫也知道了她與自己經歷相似的事情，懷疑連串事件不是事故，而是有人故意計劃的。 | 植婉雯   |
| 金敏貴 | 泰伍   | 李孫特攻隊隊員，雖然看似自由奔放，但他對所屬組織的忠誠度卻比任何人都高，毫無異議地執行任務。                                                                                         | 陈成港   |
| 李中玉 | 金黃植 | 李孫特攻隊隊員，網絡技術者。因腐敗事件不光彩地退伍後，他加入了金哲秀的隊伍。 | 邓灿阳   |

### 特別演出
| 演員   | 角色       | 介紹             | 粤语配音 |
| 鄭恩彩 | 郑室长     | 合作的政府人员   | 何凱怡   |
| 崔南旭 |            | 地鐵車長         | 郭湛深   |
| 李道亨 |            | 深切治療部醫生   | 何偉誠   |
| 李東圭 |            | TBM新聞報導員    | 郭湛深   |
| 유병훈 |            | 池伍的兼職前輩   | 柯偉聰   |
| 박정민 | 獄警       |                  | 郭湛深   |
| 申妍雨 |            | 被用作實驗的孕婦 | 吳茵     |
| 安聖峰 |            | 金哲宇的手下     | 陳成港   |
| 권태진 | 巡警       |                  | 鄧燦陽   |
| 한강호 | 急症室醫生 |                  | 鄧燦陽   |
| 金成龍 | 教會高層   |                  | 袁德基   |
| 尹鐘求 |            | 被欺騙的信徒     | 鄧燦陽   |
| 성도현 |            | 正雅的手下       | 鄧燦陽   |

## 收視率
| 集數       | 播出日期   | AGB收視率        | AGB收視率      |
| 集數       | 播出日期   | 大韓民國（全國） | 首爾（首都圈） |
| ---------- | ---------- | ---------------- | -------------- |
| 1          | 2021/02/01 | 5.371%           | 6.099%         |
| 2          | 2021/02/02 | 5.802%           | 6.782%         |
| 3          | 2021/02/08 | 5.794%           | 6.596%         |
| 4          | 2021/02/09 | 5.811%           | 6.392%         |
| 5          | 2021/02/15 | 5.348%           | 6.237%         |
| 6          | 2021/02/16 | 5.676%           | 6.301%         |
| 7          | 2021/02/22 | 5.670%           | 6.085%         |
| 8          | 2021/02/23 | 6.118%           | 7.005%         |
| 9          | 2021/03/01 | 6.228%           | 6.535%         |
| 10         | 2021/03/02 | 6.299%           | 6.939%         |
| 11         | 2021/03/08 | 5.491%           | 6.173%         |
| 12         | 2021/03/09 | 5.974%           | 6.328%         |
| 平均收視率 | 平均收視率 | 5.765%           | 6.456%         |

- 收視最低的集數以藍色表示，收視最高的集數以紅色表示，而空格則表示該集的收視沒有相關數據。

## 同時段競爭作品
- KBS2 月火連續劇：《暗行御史：朝鮮秘密搜查團》、《月升之江》
- JTBC 月火連續劇：《前輩，那支口紅不要塗》

## 外部連結
- 韓國tvN官方網站
- Daum上《L.U.C.A.: The Beginning》的資料
- NAVER上《L.U.C.A.: The Beginning》的資料

| tvN 月火劇                               | tvN 月火劇                                             | tvN 月火劇 |
| ---------------------------------------- | ------------------------------------------------------ | ---------- |
|                                          | L.U.C.A.: The Beginning （2021年2月1日－2021年3月9日） |            |
| 日與夜 （2020年11月30日－2021年1月19日） | Navillera （2021年3月23日－2021年4月27日）             |            |

| 香港 Now劇集台 星期一至五 21:00 - 22:00 | 香港 Now劇集台 星期一至五 21:00 - 22:00                  | 香港 Now劇集台 星期一至五 21:00 - 22:00 |
| --------------------------------------- | -------------------------------------------------------- | --------------------------------------- |
|                                         | L.U.C.A.: The Beginning （2021年9月1日 - 2021年9月24日） |                                         |
| Times （2021年8月10日 - 2021年8月31日） | 模範的士 （2021年9月27日 - 2021年10月26日）              |                                         |